# Demonax (cráter)

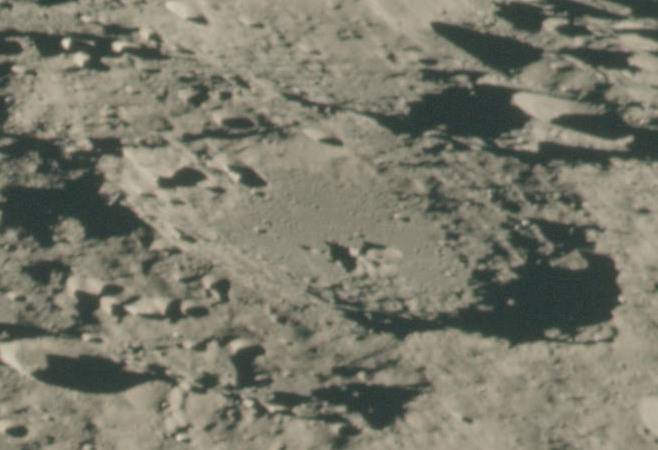
Fotografía de la misión Apolo 15

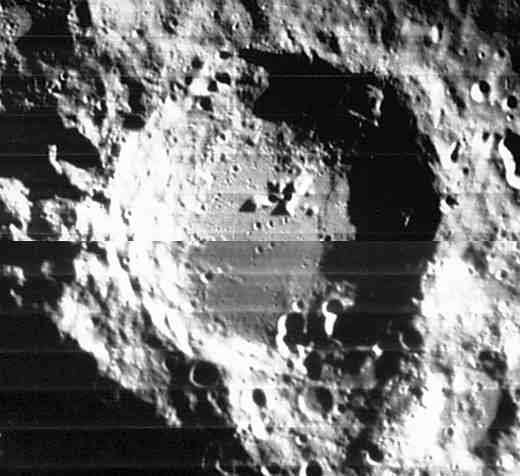
Fotografía de la misión Lunar Orbiter 4

| Demonax es un cráter de impacto cerca de la extremidad meridional de la Luna. Esta ubicación hace que el cráter sea difícil de observar debido a la perspectiva. Además, el cráter recibe la luz en un ángulo muy bajo cuando se encuentra en el lado iluminado por el sol. Demonax se encuentra justo al norte del cráter Scott, una de las formaciones del polo sur. Hacia el norte-noroeste se halla Boguslawsky. Este cráter tiene un borde desgastado y erosionado, con varios cráteres pequeños situados a lo largo del borde y las paredes interiores. El borde suroriental, en particular, presenta una notable colección de impactos, incluyendo el cráter satélite Demonax A, que invade el fondo del cráter principal, que ha sido reconstituido por flujos de lava, dejando una superficie plana y nivelada. Sin embargo, un grupo de picos centrales se halla cerca del punto medio, y la parte norte de la planta es áspera y con montículos. Los restos de algunas terrazas son visibles a lo largo del piso interior occidental. Debido al bajo ángulo de la luz solar que llega este cráter, la pared interior a lo largo del lado norte del cráter permanece prácticamente siempre a oscuras. |

## Cráteres satélite
Por convención estos elementos son identificados en los mapas lunares poniendo la letra en el lado del punto medio del cráter que está más cerca de Demonax.
|         | \| Demonax \| Coordenadas \| Diámetro \| \| ------- \| ----------------------------- \| -------- \| \| A \| 79°06′S 64°18′E / -79.1, 64.3 \| 16 km \| \| B \| 81°30′S 73°54′E / -81.5, 73.9 \| 19 km \| \| C \| 80°06′S 54°54′E / -80.1, 54.9 \| 10 km \| \| E \| 78°18′S 43°24′E / -78.3, 43.4 \| 40 km \| |          |
| Demonax | Coordenadas | Diámetro |
| A       | 79°06′S 64°18′E / -79.1, 64.3 | 16 km    |
| B       | 81°30′S 73°54′E / -81.5, 73.9 | 19 km    |
| C       | 80°06′S 54°54′E / -80.1, 54.9 | 10 km    |
| E       | 78°18′S 43°24′E / -78.3, 43.4 | 40 km    |